# Мишел Сер
Мишел Сер (на френски: Michel Serres) е френски философ.

## Биография
Роден на 1 септември 1930 г. в Ажан, департамент Лот е Гарон, Франция. През 1949 започва кариера във флота, но успоредно продължава и образованието си по философия, като завършва Екол Нормал Сюпериор и минава агрегация през 1955 г. В началото на 60-те години, когато преподава в Клермон Феран, се сближава с Мишел Фуко, който също работи там, докато пише „Думите и нещата“. През 1968 г. защитава докторат и от следващата година чете лекции по история на науката в Сорбоната. Рене Жирар пръв го препоръчва в американски университет, а от 1984 г. чете лекции и в Станфорд. През 1990 г. е избран за член на Френската академия.

## Научна дейност
Първата му книга е въз основа на доктората върху системата на Лайбниц, като след петнадесетина години я преработва за второ издание. Освен на нея репутацията му се гради на поредицата „Хермес“ (т. I-V/1970 – 1980) – сборници от кратки работи.
В началото на кариерата му възгледите на Сер са близки до структурализма и се възприемат така. С течение на времето неговото философстване се ангажира много по-фундаментално с езика, което прави и идеите му по-комплексни, а книгите му – трудно преводими; през 1995 година издава „Възхвала на философията на френски език“.